# Pedepsirea lui Prometeu

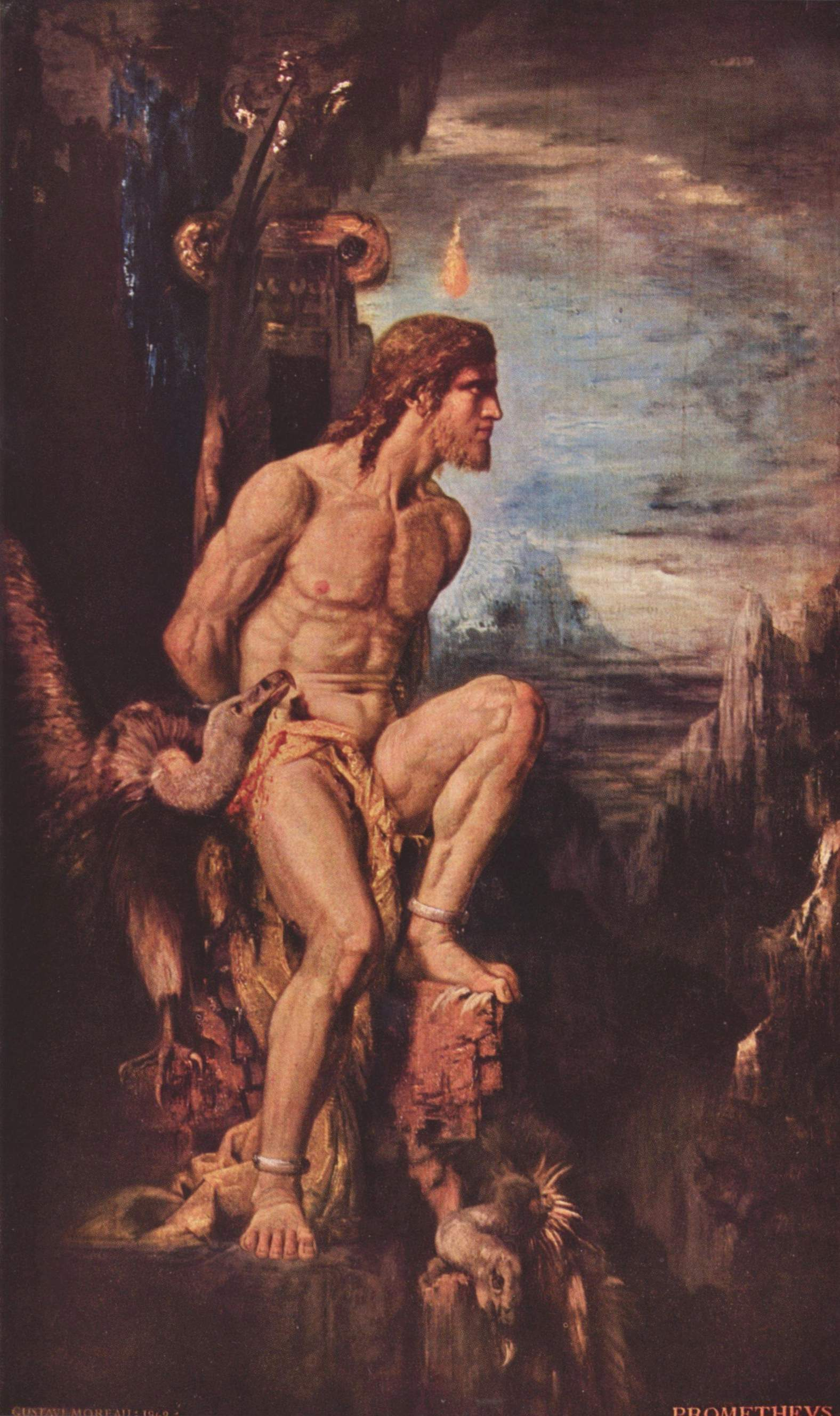
Vulturul devorând ficatul lui Prometeu
(pictură de Gustave Moreau)

În mitologia greacă, Zeus l-a pedepsit cu cruzime pe Prometeu. L-a înlănțuit gol de un vârf din Caucaz și un vultur lacom îi devora în fiecare zi ficatul, care se refăcea peste noapte. Supliciul său era astfel fără sfârșit. Prometeu a scăpat de suferințele sale îngrozitoare fiind eliberat de Heracle, care a răpus vulturul cu o săgeată. Totuși, pentru ca Prometeu să nu uite vreodată condamnarea sa, Zeus l-a obligat să poarte o brățară făcută dintr-o bucată din vechiul său lanț, deasupra căreia se aflase o stâncă. Motivul acestei pedepse are legătură cu mitul grecesc conform căruia Prometeu a furat focul din fierăria lui Hefaistos.